# Halogen-Metalldampflampe

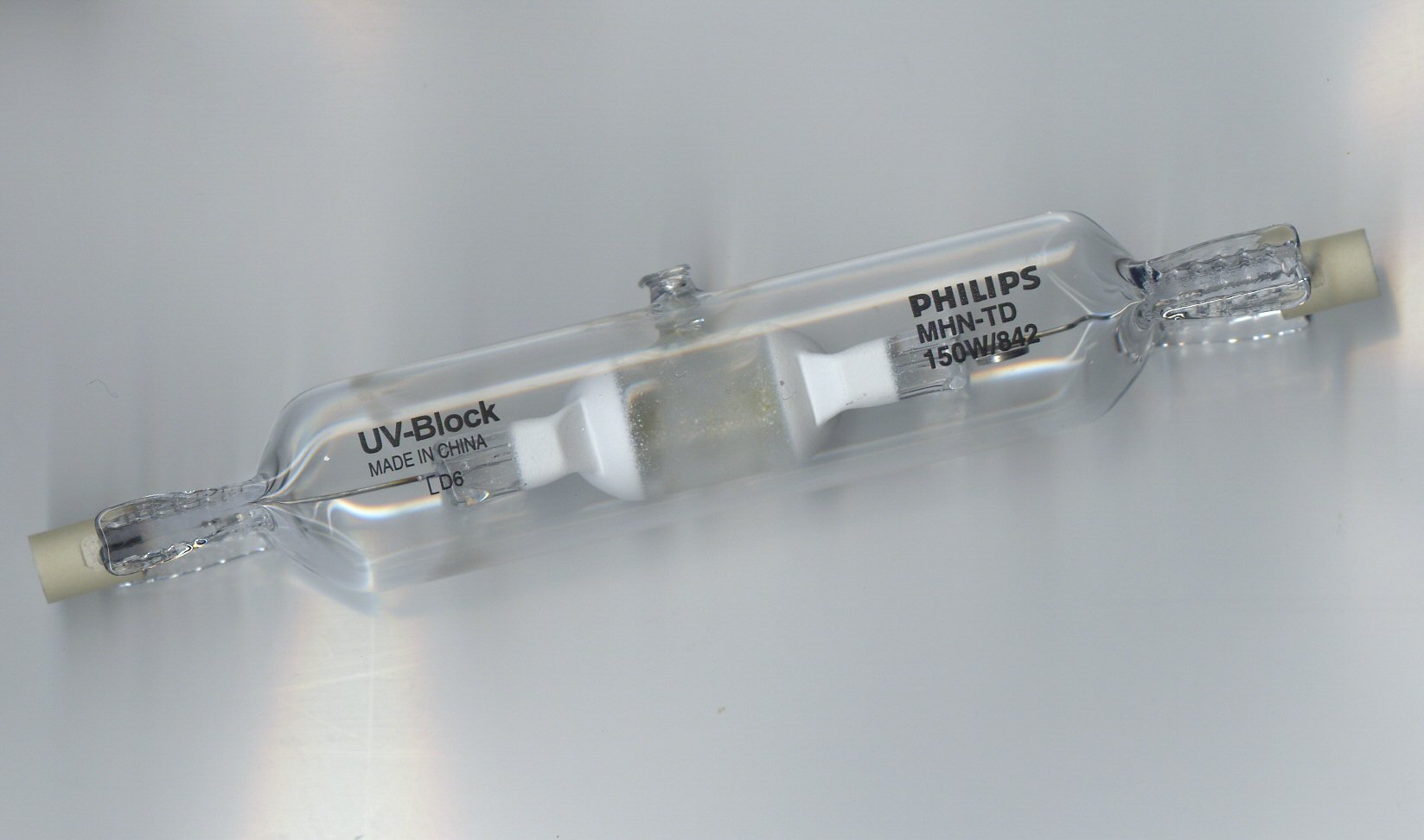
Halogen-Metalldampflampe mit 150 W

Beispiel eines Wirkspektrums einer Keramik-Halogen-Metalldampflampe zur Beleuchtung von Pflanzen

Halogen-Metalldampflampen sind Leuchtmittel aus der Gruppe der Gasentladungslampen. Sie sind eine Weiterentwicklung der Quecksilberdampflampen. Durch Zusätze von Halogenverbindungen und seltenen Erden können Farbwiedergabe und Lichtausbeute gesteigert werden. Außerdem ist Xenon oder Neon als Startergas enthalten.

## Allgemeines

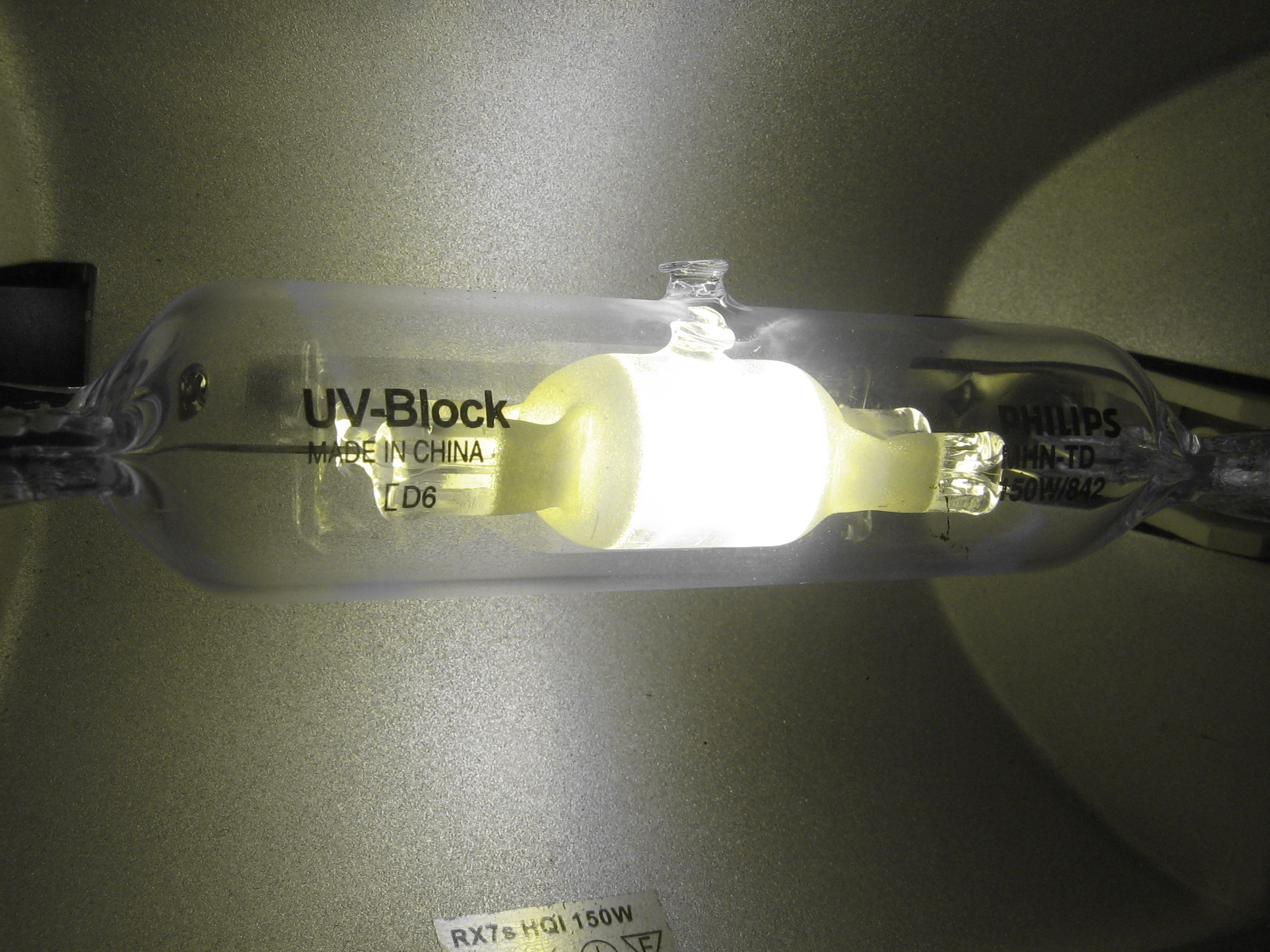
Halogen-Metalldampflampe in Betrieb

Die Halogen-Metalldampflampe erreicht gegenüber anderen Hochdruck-Gasentladungslampen einen sehr hohen Farbwiedergabeindex von bis 90 (bei Osram-HMI-Lampen für den Filmbereich bis 96), sehr hohe Lichtausbeuten von bis zu 117 Lumen pro Watt (lm/W) bei guter und bis 110 lm/W bei sehr guter Farbwiedergabe und gehört neben den Natriumdampflampen und den LED-Lampen zu den effizientesten Lampen überhaupt. Sie kann bis zu 38 % ihrer aufgenommenen elektrischen Leistung in sichtbares Licht umsetzen und erreicht an elektronischen Vorschaltgeräten eine Lebensdauer von bis zu 30.000 Stunden.
Sie benötigt wie fast alle Hochdrucklampen einige Minuten bis zur vollen Lichtleistung und ist in verschiedenen Farbtemperaturen von 2700 K bis über 20.000 K mit Farbwiedergabeindizes von 60 bis 96 erhältlich. Weiterhin werden farbige Lampen für Effektbeleuchtung hergestellt.
Erfunden wurden sie 1964/1965 von Gilber Reiling bei General Electric, die auch 1992 die ersten Ceramic Metal Halide Lamps (CMH) entwickelten; 1993 folgte Philips mit ihren Ceramic Discharge Metal (CDM). Bei Osram wird sie HCI genannt und in Berlin-Spandau produziert. Bei Sylvania heißt sie HSI.
Hauptsächliche Anwendungsgebiete sind die Beleuchtung von Auslagen, die Beleuchtung bei Filmsets und Fernsehen, Theaterbeleuchtung, die Beleuchtung von Messe-/Lagerhallen, Industriehallen und Stadien, Architektur- und Aquarienbeleuchtung, Verkehrs- und Außenbeleuchtung. Diese Lampenart ersetzt zunehmend Quecksilberhochdrucklampen, denen sie mit weitaus besserer Farbwiedergabe und mehr als doppelter Lichtausbeute überlegen ist.
Halogen-Metalldampflampen müssen mit einem Vorschaltgerät betrieben werden. Sie sind mit Leistungen von 20 W bis 24 kW, sowie in unterschiedlichen Bauformen (ein- und zweiseitig gesockelt, verschiedene Sockelgrößen und Farbtemperaturen) erhältlich. Trotz der Namensähnlichkeit unterscheidet sich ihre Lichterzeugung und Aufbau prinzipiell von den Halogen-Glühlampen, mit denen sie manchmal verwechselt werden.

## Typen und Bauarten

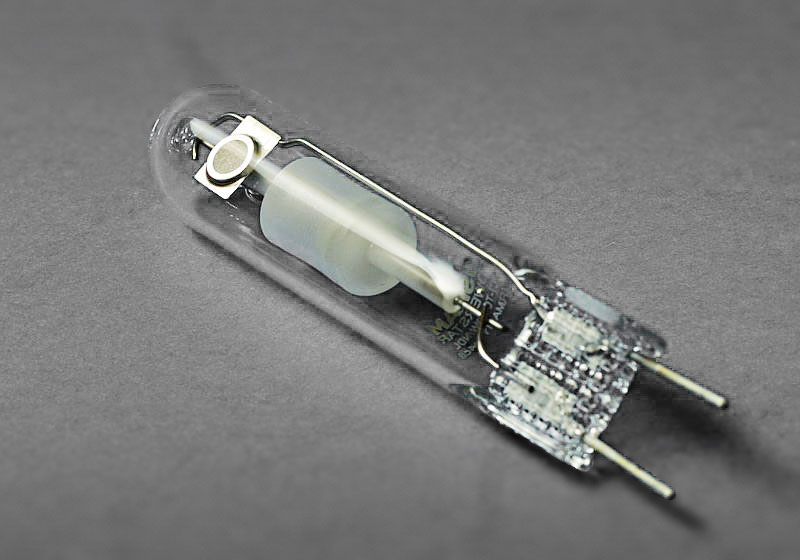
Halogen-Metalldampflampe mit G8,5-Quetschsockel

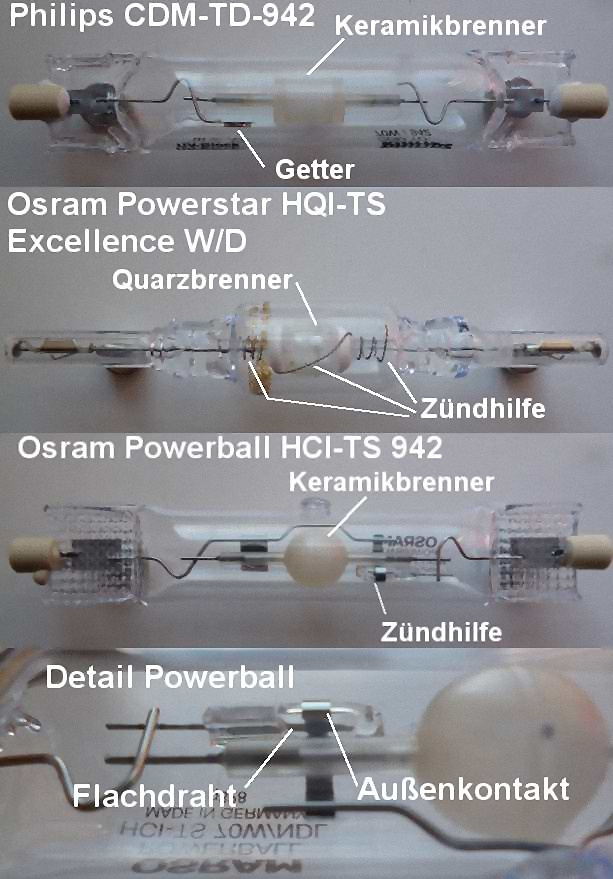
Vergleich der Brennerausführung von Halogen-Metalldampflampen: Quarzglas-Entladungsgefäß, zylinderförmiges Keramikentladungsgefäß, kugelförmiges Entladungsgefäß. Zündhilfe durch an die Gegenseite geführten Draht oder durch Ultraviolett, welches in einem Hilfsgefäß erzeugt wird.

Das Herzstück der Halogen-Metalldampflampe ist das Entladungsgefäß (kurz: Brenner, Brennerrohr; engl. discharge tube) mit den beiden gegenüberliegenden Elektroden. Es ist oft in einen evakuierten Hüllkolben (engl. bulb) eingesetzt, der dem Schutz und der Wärmeisolation dient und die beiden Elektrodenanschlüsse nach außen zum Sockel führt. Es gibt einseitig und zweiseitig gesockelte Typen, die sich vor allem in der Leistung unterscheiden.
Gebräuchliche Sockel:
- G8,5 (Quetschsockel bzw. Stiftsockel) mit 20 bis 70 W
- G12 (Keramiksockel) mit 20 bis 150 W
- G22 (Keramiksockel) mit 250 und 400 W
- RX7S (beidseitige Keramiksockel) mit 70 bis 250 W
- FC2 (beidseitige Keramiksockel) mit 250 bis 400 W
- E27 (Schraubsockel) mit 35 bis 150 W
- E40 (Schraubsockel) mit 250 bis 3500 W

Im professionellen Bereich (Film, TV, Theater etc.) haben sich folgende Sockelformen und Leistungen etabliert:
- GX9,5 oder GY9,5 (Keramiksockel) mit 125 bis 1200 W
- G22 (Keramiksockel) mit 575 bis 1200 W
- PG47 (Keramiksockel) mit 250 bis 1500 W
- G(X)38 (Keramiksockel) mit 1200 bis 12000 W
- G(X)52 (Keramiksockel) mit 18000 W als Neuentwicklung; gewöhnlich werden in dieser Leistungsklasse jedoch meist zweiseitig gesockelte Lampen verwendet
- G(X)38 (Keramiksockel) mit 24000 W zweiseitig gesockelt.

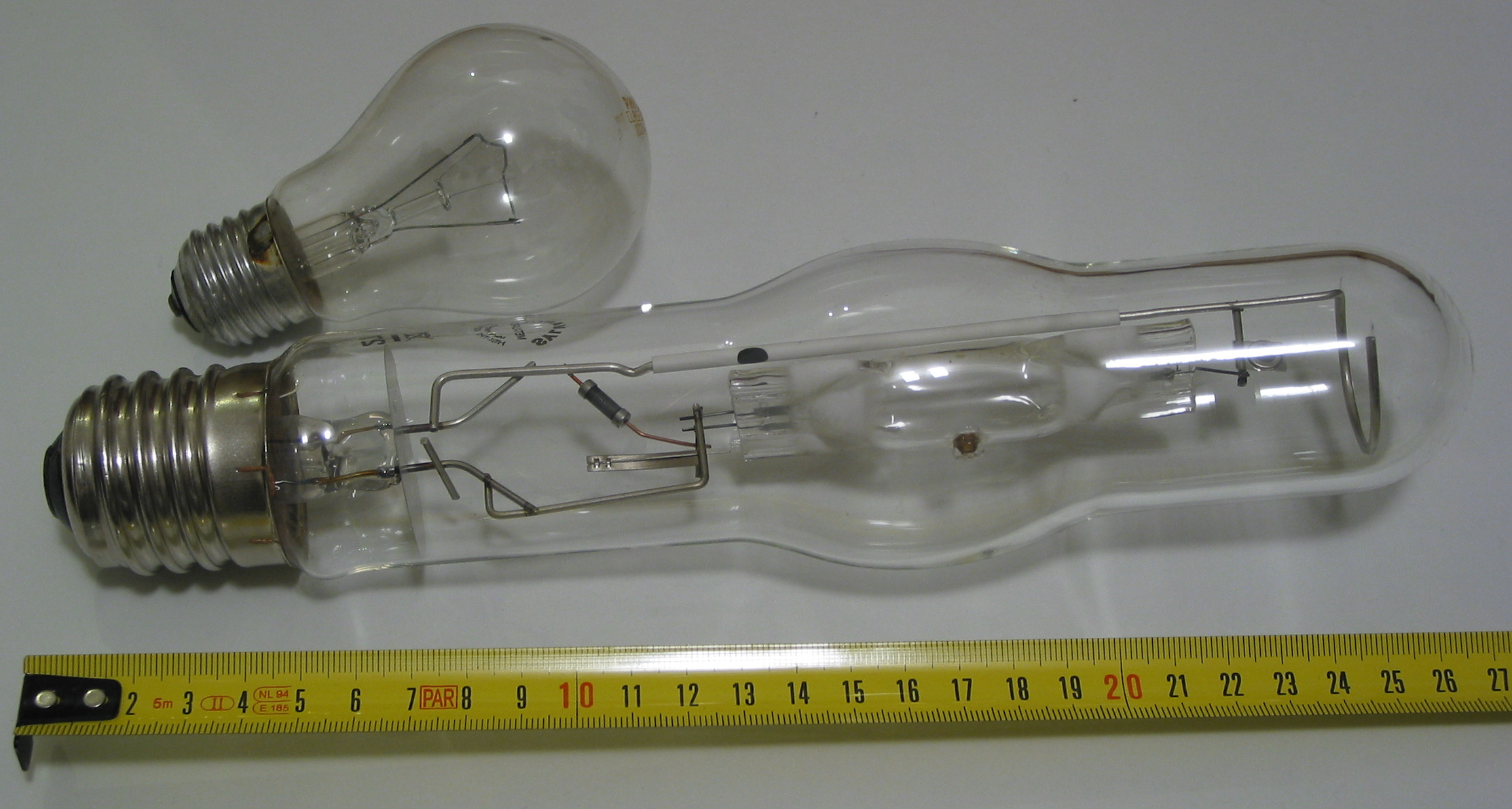
400-W-Halogen-Metalldampflampe mit E40-Sockel im Vergleich zu einer herkömmlichen Glühlampe

Ferner wird zwischen Quarz- und Keramiktechnologie, herstellerspezifischen Brennerarten sowie Farbwiedergabeindex und Farbtemperatur unterschieden. Quarzglas-Entladungsgefäße sind meist aus einem Quarzglas-Rohrstück geformt, haben also Rohr- oder Kugelform mit gequetschten Enden mit seitlichem Pumpstutzen, durch den das Gefäß evakuiert wird. Die Stromdurchführungen bestehen aus Molybdän-Blech.  Die Lage des Pumpstutzens (Tip) ist oft vorgeschrieben, um thermische Spannungen zu vermeiden. Bereits 1952 war jedoch eine Technologie bekannt, die Brenner im Bereich der Stromdurchführungen abzuschmelzen. Tipless geformte ellipsoide Quarzglas-Brenner (von Venture und Sylvania) erreichen höhere Volumenkonstanz und damit Farb- und Lichtstromkonstanz und erreichen entweder sehr hohe Lichtausbeute (bis 110 lm/W bei Farbwiedergabe 65) oder hohe Farbwiedergabeindices von 85 bis 90 bei 80 lm/W. Keramische Entladungsgefäße wie bei Natriumdampflampen (Rohrstücke aus hochreiner Aluminiumoxid-Keramik) haben sich seit 1993 zunehmend durchgesetzt. Sie erlauben wesentlich höhere Innentemperaturen und -drücke und damit ein kontinuierlicheres Spektrum mit zugleich hohen Farbwiedergabeindices von über 90 und Lichtausbeuten über 100 lm/W. Es werden Varianten mit 35, 70, 150, 250 und 400 W gefertigt. Sie heißen bei General Electric CMH, CDM bei Philips, HCI-Power Ball bei Osram, CeraArc bei Iwasaki, C-HIT bei Ushio-BLV. Der Brenner oder das Entladungsgefäß der CDM-Lampen ist, wie in der nebenstehenden Abbildung erkennbar, zylindrisch (siehe Bild), die CMH sind innen an den Enden doppelwandig, die ebenfalls in der Abbildung dargestellte HCI Power Ball fast kugelförmig elliptisch und die CeraArc elliptisch um den Lichtbogen herum (beispielsweise die Powerball von Osram oder die CDM-T 250 W von Philips).
Zweiseitige Lampen sind meist heißzündfähig (siehe unten), ebenso wie viele mit G22 und anderen großen (weitabständigen Kontakte) Sockeln. Alle anderen Lampen, also mit (Edison-)Schraubsockel und die kleinen einseitig gesockelten Lampen, sind aufgrund der zu geringen Abstände der Anschlüsse (Spannungsüberschlag bei der bis zu 60 kV betragenden Zündspannung) nicht heiß zündbar bzw. sofort wiederzündbar.
Für einen besonders hohen Farbwiedergabeindex (bis 95, für Film und Fernsehen) wurde von Osram die sogenannte HMI-Lampe eingeführt (andere Hersteller: MSI oder RSI). HMI steht für Hydrargyrum medium-arc iodide, also für Quecksilber + mittlere Bogenlänge + Jod, sowie oft als Synonym für tageslichtähnliches Scheinwerferlicht.
Die meisten Halogen-Metalldampflampen sind für den Betrieb in geschlossenen Leuchten vorgesehen: Da das Entladungsgefäß unter hohem Druck steht, muss verhindert werden, dass im Falle des Berstens Scherben umherfliegen. Dafür gibt es zunehmend Metalldampflampen mit Berstschutzzylinder (shroud) aus Quarzglas um das Entladungsgefäß für den Betrieb in offenen Leuchten; sie ersparen eine Schutzscheibe. Halogen-Metalldampflampen mit Quarzbrenner ohne Kolben oder mit Quarzglas-Kolben geben hohe Anteile an UV-Strahlung ab. Deswegen ist insbesondere bei HQI-TS ab 400 W und allen Typen ohne Schutzglaskolben eine zusätzliche, ultraviolettabsorbierende Glasscheibe erforderlich.
Die unterschiedlichen Bauformen und Leistungsformen werden meist durch das Lampenbezeichnungssystem ILCOS charakterisiert und sind dort näher beschrieben.

## Quarzglas oder Keramik
Von Anwenderseite betrachtet hat die Keramiktechnologie (Typenbezeichnungen vom Hersteller abhängig und nicht normiert; z. B. HCI, CDM) den Vorteil der Farbstabilität über die Lebensdauer, während bei der älteren Quarztechnologie (HQI, engl.: Halogen Quartz Iodide) das Farbspektrum sich im Laufe der Betriebszeit meist in Richtung Grün verschiebt.
Der Unterschied besteht im verwendeten Material für das Brennerrohr. Quarzglas eignet sich auf Grund seiner preiswerten Herstellungstechnik an sich gut als Material für den hochbeanspruchten, zentralen Bereich, wird jedoch aus den vorgenannten Gründen von transluzenter Keramik (hochreine Aluminiumoxid-Keramik mit möglichst wenigen streuenden Korngrenzen) verdrängt. Auch erträgt diese Keramik höhere Maximaltemperaturen als Quarzglas. Ein weiterer Vorteil der neueren Keramikbrenner ist die höhere Lichtausbeute von bis über 100 lm/W (Lumen pro Watt), gegenüber etwa 80 lm/W bei Quarzbrennern.

## Funktionsweise

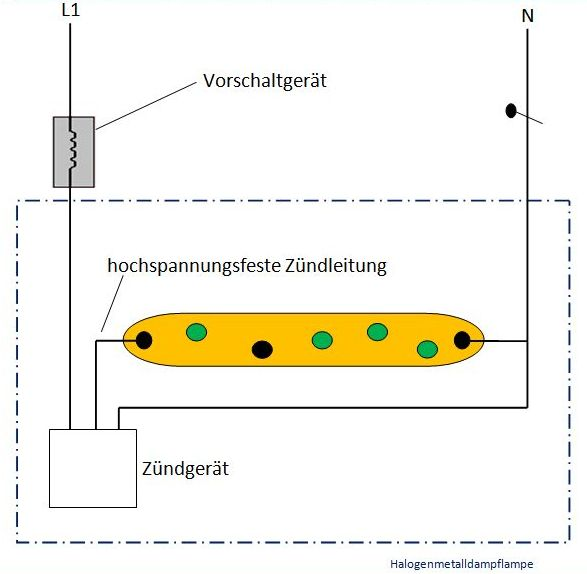
Schaltung der Halogen-Metalldampflampe

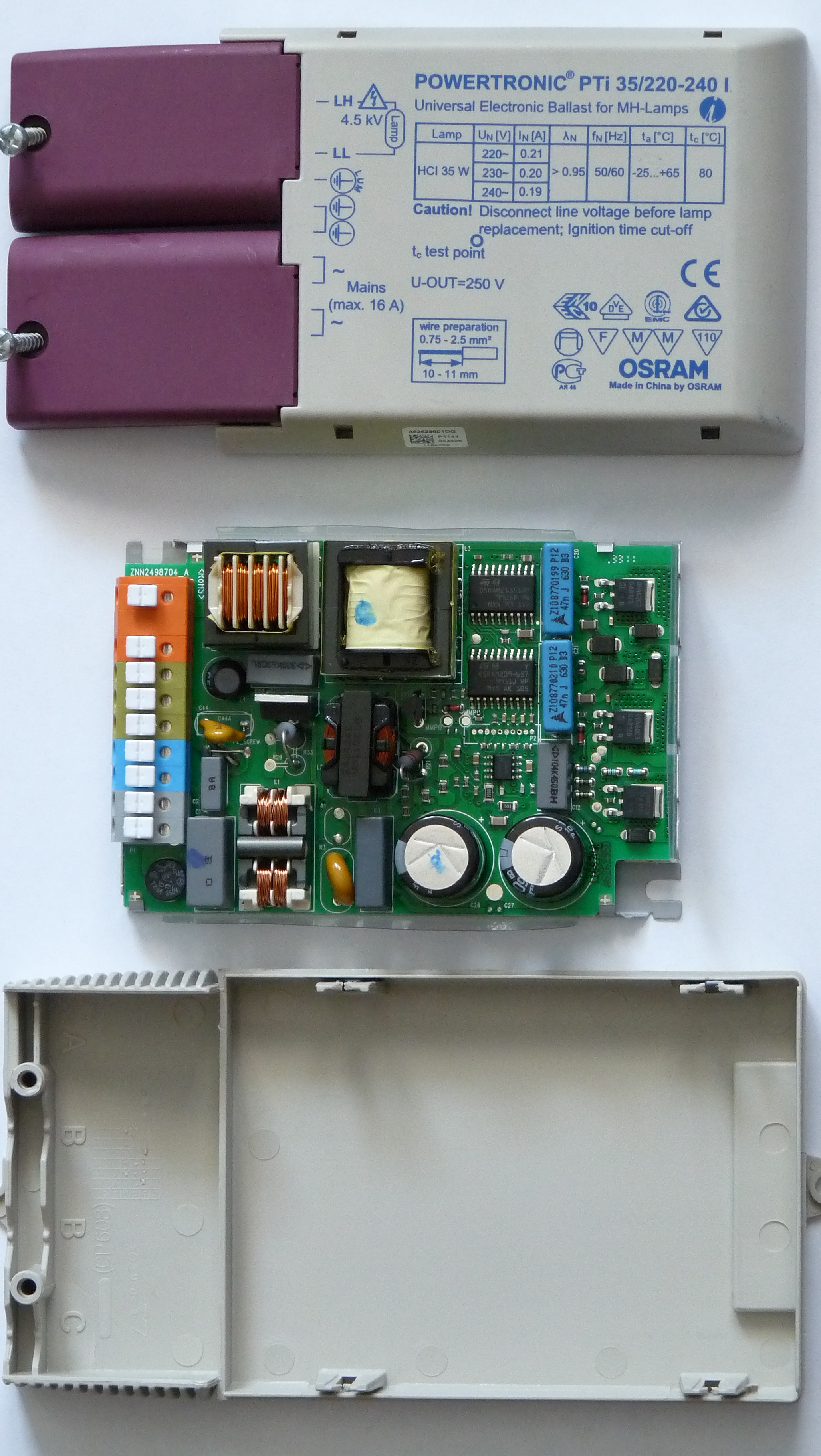
Elektronisches Vorschaltgerät

Halogen-Metalldampflampen müssen wie alle Gasentladungslampen mit einem Vorschaltgerät betrieben werden, das nach dem Zünden, wenn sich ein Lichtbogen gebildet hat, den Strom auf einen konstanten Wert begrenzt. Es stellt sich eine Lampenspannung von in der Regel 100 bis 150 V ein. Diese ist unter anderem auch von der verwendeten Lampenleistung abhängig. Gebräuchlich sind Drosselvorschaltgeräte, deren Vorteile der robuste, einfache Aufbau und die relativ geringen Anschaffungskosten sind, sowie elektronische Vorschaltgeräte (EVG): letztere haben weniger Verluste und können die Lampen schneller und schonend hochfahren (40 Sekunden Anlaufzeit, bis 90 % des Lichtstromes erreicht sind), was die Lebensdauer der Lampen verlängert und den Lichtstromabfall mit der Brenndauer vermindert. EVG regeln Netzspannungsschwankungen aus und liefern oft flimmer- und flackerfreies Licht, was für den Einsatz von Halogen-Metalldampflampen in Büros und über bestimmten Arbeitsplätzen erforderlich ist. Viele Halogen-Metalldampflampen, vor allem CDM-TC, alle 20-W- und viele Hochleistungstypen dürfen nur an einem EVG betrieben werden. Die meisten EVG betreiben die Lampen mit Rechteck-Wechselspannung von 80 bis 400 Hz, geeignet für alle Typen. Die meisten EVG über 250 W sind Hochfrequenzgeräte. Hochfrequenz ist für die dicken, zylindrischen CDM-Entladungsgefäße nicht geeignet, es kommt schon beim Anlaufen zu akustischen Resonanzen und unter Umständen zur Explosion. Es gibt auch dimmbare EVG: Besonders die Metalldampflampen der neuen Generation werden immer besser dimmbar, an geeigneten dimmbaren EVG bis auf 50 %. Da gewisse Betriebsbedingungen wie Elektrodentemperatur und Partialdampfdrücke der Metalle im Lichtbogen während des Dauerbetriebs erfüllt sein sollten, sind Halogen-Metalldampflampen jedoch nicht beliebig dimmbar.
Zum Zünden ist ein Zündgerät erforderlich, welches im Strompfad liegt (Überlagerungszündung) und solange Zündimpulse von etwa 5 bis 80 kV (je nach Lampenleistung) bereitstellt, bis die Lampe zündet.
Zweiseitig gesockelte Lampen sind oft heißzündfähig (engl. hot restrike): Sie können mit sehr hohen Spannungen auch dann erneut gezündet werden, wenn sie noch nicht abgekühlt sind. Wenn Halogen-Metalldampflampen ohne diese Fähigkeit bzw. ohne ein dafür geeignetes Zündgerät ausgeschaltet werden, müssen sie zunächst abkühlen, bevor sie wieder gezündet werden können. Die Abkühlung dauert je nach Nennleistung und Aufbau der Leuchte etwa 10 bis 15 Minuten.
In den ersten Minuten nach dem Zündvorgang muss sich das Gemisch aus Metallen, Halogenen und Seltenen Erden zunächst erwärmen, um die festen Bestandteile aufzuschmelzen und zu verdampfen. Während des Anlaufens (engl. run up, auch Hochbrennen) erhöht sich der Lichtstrom, um nach 40 Sekunden bis 5 Minuten seinen Normalwert zu erreichen.
Bei den Xenonscheinwerfern im Auto handelt es sich nicht um reine Halogen-Metalldampflampen, da hier Metallsalze und Quecksilber neben dem Xenon nur in recht geringer Menge enthalten sind (wenige Milligramm). Sie dienen hauptsächlich der Senkung der Farbtemperatur und sollen so das Lichtspektrum des eher lila leuchtenden Xenon in Richtung des Tageslichtes (5000 bis 6000 Kelvin) verschieben.

## Betriebsphasen

### Zündphase

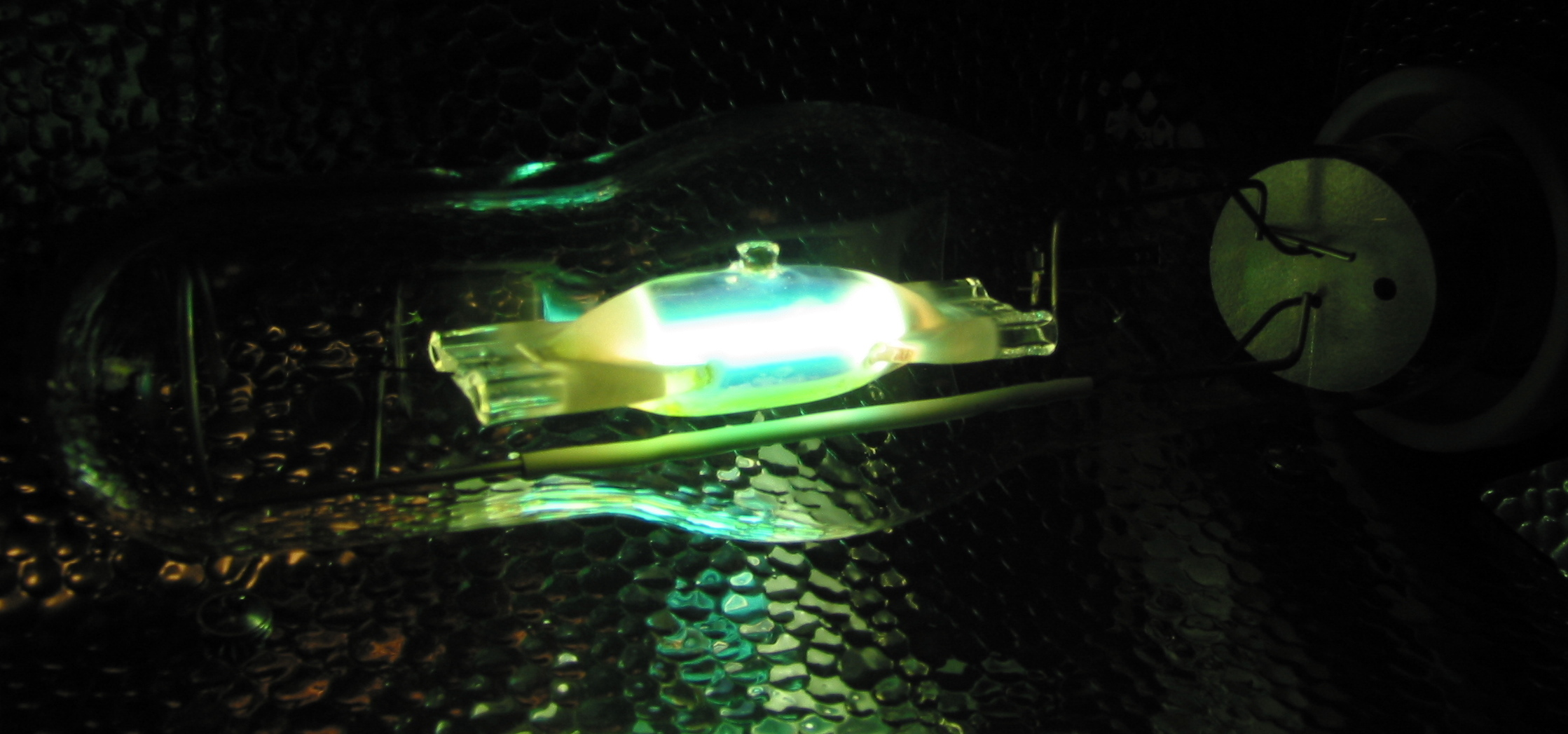
400-W-Halogen-Metalldampflampe kurz nach dem Zünden

Im Brenner befindet sich ein Gemisch aus Quecksilber, Halogenen, Natrium, Thallium, Indium und meist auch Scandium, bei Lampen mit sehr guter Rotwiedergabe auch Calcium, Rubidium oder Strontium, bei Tageslichttypen noch Metalle der Seltenen Erden (z. B. Dysprosium(III)-iodid, Holmium(III)-iodid, Thulium(III)-iodid) sowie einem Edelgas (z. B. Argon). Dieses, bei Raumtemperatur teilweise feste, flüssige und gasförmige Gemisch ist zunächst nicht ionisiert und hat daher einen hohen Widerstand. Durch die Hochspannung vom Zündgerät wird zunächst ein Lichtbogen gezündet. Die überwiegende Zahl von Lampen sind auf Zündspannungen bis maximal 5 kV ausgelegt, da bei höheren Spannungen die Sockel wie auch die Zündgeräte und die Zuleitungen durch die erforderliche Isolation zu aufwendig umsetzbar wären.
Zur Sicherstellung einer reproduzierbaren Zündung bei unter 5 kV ist es erforderlich, das Gas leicht vorzuionisieren. Dafür waren bis zum Jahr 2012 die Brennerelektroden beispielsweise der Osram HCI bzw. Philips CDM mit Thorium Th232/Th228 legiert, ebenso ist Krypton Kr85 in der Brennerfüllung enthalten. Durch den radioaktiven Zerfall wird das Startgas im Brenner leicht vorionisiert, was die erforderliche Zündspannung um Faktor 5 reduziert. Die durch die Strahler hervorgerufene Belastung ist ausgesprochen gering und liegt unter 0,01 Millisievert. Der technische Fortschritt ermöglicht bei aktuellen Brennern die Ionisierung über Ultraviolett, welches über eine Hilfselektrode außen am Brenner oder ein kleines Entladungsgefäß in Brennernähe durch Koronaentladung erzeugt wird. Diese Ausführungen sind bei Betrachtung des Brenners leicht erkennbar. Entsprechend ausgeführte Leuchtmittel sind frei von radioaktiven Strahlern, so dass die gesetzlichen Auflagen bei der Produktion der Lampen entfallen und die nach Stand der Technik überflüssige Belastung durch ionisierende Strahlung vollständig unterbleibt.
Nach der Zündung verringert sich der Widerstand durch Stoßionisation stark. Zusätzlich erhitzen sich die Elektroden und verringern dadurch ihre Austrittsarbeit, wodurch die Lampenspannung noch weiter sinkt. Da zunächst hauptsächlich die Quecksilber-Ionen (das Quecksilber dient zur besseren Zündung der Lampe) zum Leuchten beitragen und der Gasdruck gering ist, gibt die Lampe anfangs nur wenig Licht mit hohem Blau- und Ultraviolett-Anteil ab.

### Hochbrennen
Die Gasentladung erwärmt den Brenner, schmilzt und verdampft die enthaltenen festen Füllbestandteile. Dieser Vorgang läuft aufgrund der unterschiedlichen Schmelz- und Siedepunkte nicht gleichzeitig ab. Zuerst erreicht das Quecksilber seinen Siedepunkt von 356 °C und trägt damit frühzeitig verstärkt zur Lichtemission bei. Der Quecksilbervorrat ist relativ reichlich bemessen, um über die Betriebsdauer der Lampe einen zum Zünden ausreichenden Partialdruck zu gewährleisten. Aus diesem Grund bewegt sich das Spektrum des emittierten Lichtes anfangs durch einen blaugrünen Bereich, der intensiver werdend später einen großen Teil des sichtbaren Spektrums abdeckt.
Bei fortschreitender Erwärmung sieden auch die anderen Metalle und tragen zunehmend zur Lichterzeugung bei. In dieser Phase ist ein zügiger Farbumschlag vom Grünlichen ins Weiße sowie eine starke Helligkeitszunahme beobachtbar – die Lampe hat ihre Betriebsparameter erreicht.

### Alterung
Die Alterung der Lampen beruht auf verschiedenen Prozessen. Die wichtigste, weil unvermeidbare Komponente, ist die Abnutzung der Elektroden, die durch den Lichtbogen entsprechend belastet werden. Wolframatome verdampfen von den Ein-/Austrittspunkten des Lichtbogens und lagern sich an anderen Stellen im Brenner ab.
Ein weiterer Prozess ist die Korrosion des Brennergefäßes durch die verschiedenen Füllstoffe. Zusätzlich kann die Lebensdauer durch Eindiffundieren von Gasen aus der Brennerumgebung deutlich reduziert werden. Das Altern einer Halogen-Metalldampflampe (Brennerschwärzung durch Wolframtransport von den heißen Elektroden zur Brennerwand) kann man auf zwei Arten reduzieren.
1. Durch Reduktion der Konvektion im Brenner: Der maximale Temperaturunterschied im Entladungsgefäß wird reduziert, wenn der eckige Brenner in eine mehr ellipsoide Bauform übergeht (Osram-Powerball-Produkte, Philips CDM-T 250 W, GE CMH ultra, Iwasaki CeraArc). Der geringere Temperaturunterschied führt zu einer geringeren Konvektion (Transportströmung).
2. Durch Optimierung des Halogenkreisprozesses: Ähnlich wie bei Halogenglühlampen bewirken die anionischen Halogenkomponenten Iodid und Bromid einen Rücktransport des verdampften oder abgesputterten Wolframs (Elektrodenmaterial; Philips-CDM-Elite- und CMH-ultra-Produkte)

## Elektronische Vorschaltgeräte

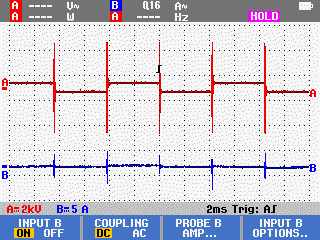
Das elektronische Vorschaltgerät erzeugt ein Rechtecksignal mit hoher Frequenz

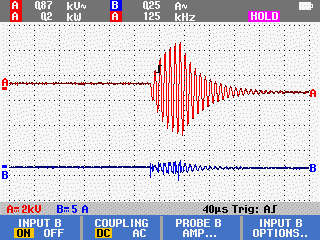
Detailansicht des hochfrequenten Zündpulses, der von dem elektronischen Vorschaltgerät erzeugt wird.

Die typischerweise eingesetzten elektronischen Vorschaltgeräte erzeugen zum Betrieb des Brenners eine Rechteckspannung in der Größenordnung von 100 V. Im Gegensatz zu einer sinusförmigen Spannung bleibt damit das Gas im Brenner dauerhaft ionisiert, was insbesondere bei gealterten Leuchtmitteln einen stabilen Betrieb sicherstellt. Während der Zündphase sind dem Rechtecksignal nadelförmige Impulse mit einer Spannung von typischerweise 4…5 kV überlagert.
Die Detailaufnahme zeigt, dass der Zündimpuls aus einer hochfrequenten Schwingung besteht. Das gestattet es, den Impuls mit einem kleinen in Reihe geschalteten Transformator, welcher üblicherweise mit einem kleinen Ferritkern aufgebaut ist, in den Lampenstromkreis einzukoppeln.
Im Betrieb schaltet das Vorschaltgerät die Zündimpulse ab, so dass die reguläre Rechteckspannung und ein mit der 50-Hz-Brummspannung des Stromnetzes überlagerter Rechteckstrom zum Betrieb des Brenners verbleiben. EVG sind im Prinzip Inverter: Zunächst wird die Netzeingangsspannung gleichgerichtet und einer aktiven Leistungsfaktorkorrektur (PFC) zugeführt. Am Ausgang dieser PFC-Stufe liegt eine Gleichspannung von ca. 400 V vor, die über einen stromgeregelten Tiefsetzsteller auf die Brennspannung der Lampe reduziert wird. Es folgt ein Wechselrichter, typischerweise als IGBT-Vollbrücke ausgeführt, der daraus die Rechteckspannung mit einer Frequenz bis einige 100 Hz zum Betrieb der Lampe erzeugt. Die niedrige Frequenz verhindert eine Beschädigung des Brenners durch akustische Resonanz: Wenn der Gasdruck während der Startphase langsam, aber stetig auf bis zu 40 bar steigt, würde der Brenner beim Betrieb mit höheren Frequenzen sonst irgendwann in Resonanz geraten, was eine starke mechanische Beanspruchung zur Folge hätte. Die recht geringe Arbeitsfrequenz erzeugt dennoch kein Flimmern der doppelten Frequenz, da die Rechteckspannung den Nulldurchgang sehr steil durchläuft. Als Nachteil erzeugen einige Vorschaltgeräte allerdings ein hörbares Geräusch, wenn deren Wickelgüter mit der Frequenz angeregt werden.

## Eigenschaften
Halogen-Metalldampflampen haben eine Lichtausbeute von etwa 95 lm/W (Lumen pro Watt), die mittlere Lebensdauer beträgt zwischen 750 und 30.000 Stunden. Spezialtypen haben teilweise nur eine Lebensdauer von 500 bis 2000 Stunden. Der Betrieb ist nur mit einem Vorschaltgerät möglich.
Die Lichtfarbe und die Farbwiedergabe sind vergleichbar mit Leuchtstoffröhren, wird hier jedoch durch die Mischung der Inhaltsstoffe des Brenners bzw. der Gasentladung sowie deren Betriebsdruck bestimmt. Die Farbtemperatur liegt typischerweise zwischen 3000 und 7000 K, sodass sowohl glühlampen- als auch tageslichtähnliche Beleuchtung geschaffen werden kann. Die Farbwiedergabestufe liegt bei 1 B bis 1 A. Die weitaus meisten Halogen-Metalldampflampen haben folgende Lichtfarben:
| Typ          | Farbtemperatur | Farbwiedergabe | Bemerkungen                                             |
| ------------ | -------------- | -------------- | ------------------------------------------------------- |
| 640 oder 740 | 4000 K         | 65…75 MH       | 200 bis 450 W                                           |
| 830          | 3000 K         | 81…88          | CDM, CMH, HCI/830                                       |
| 930…932      | 3000 K         | 90…93          | 150 W und neue Generation keramischer Metalldampflampen |
| 941…943      | 4100…4300 K    | 90…96          | neutralweiße keramische Metalldampflampen               |
| 950…960      | 5200…6000 K    | 89…96          | tageslichtfarbige Lampen, meist noch Quarztechnik       |
Für Spezialanwendungen wie Schwimmbäder oder Aquarien existieren Halogen-Metalldampflampen mit erheblich höheren Farbtemperaturen von 10.000 bis 20.000 K, sowie Farbstrahler. Die Oberflächentemperatur des Hüllkolbens beträgt ca. 500 °C.

## Einsatzbereiche

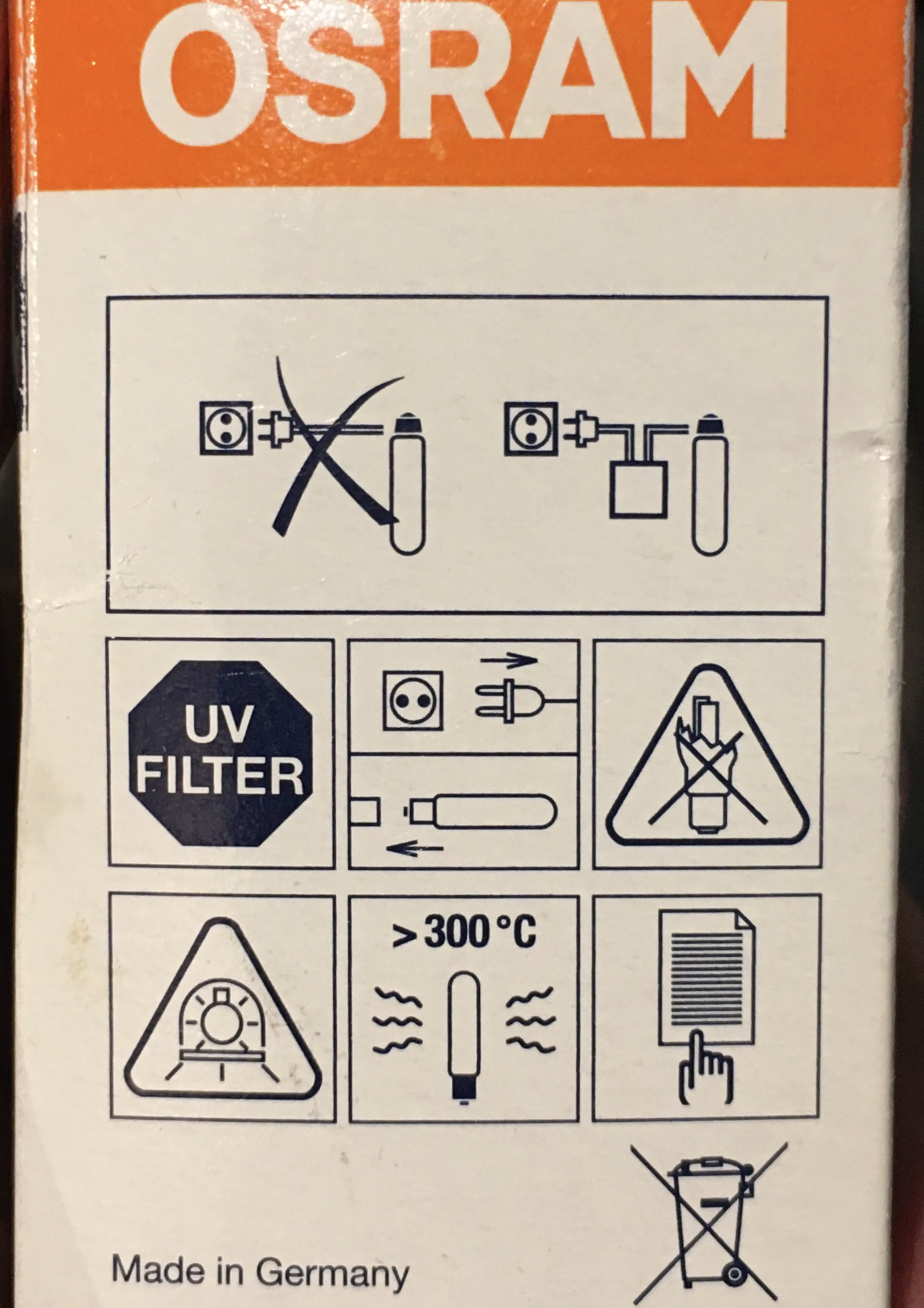
Piktogramme auf der Schachtel eines Leuchtmittels mit 35 W. Die Vielzahl der sicherheitsrelevanten Hinweise deutet auf die kompliziertere Anwendung im Vergleich etwa zu Halogenlampen.

Verwendung finden Halogen-Metalldampflampen vorwiegend zur tageslichtähnlichen Beleuchtung mit gerichtetem Licht oder in Scheinwerfern bei langer Einschaltdauer und hohen erforderlichen Leuchtstärken.
Typische Einsatzbereiche sind Ladengeschäfte und Ausstellungen, wo besonders lange Betriebszeit auftritt und wo geringe Verlustwärme, verbunden mit hoher Lichtausbeute die gegenüber Halogenglühlampen höheren Anschaffungskosten rechtfertigen. Weiterhin findet man Halogen-Metalldampflampen bei Flutlichtanlagen zur Beleuchtung von Bauten und Architektur, Werk- und Sporthallen, Stadien und teilweise auch Straßen und Plätzen.
Ein weiteres Einsatzgebiet ist die Filmbranche. Hier ist insbesondere eine definierte Farbtemperatur (Tageslicht, ca. 6.500 K) und stabile Farbwiedergabe wichtig. Zur Aufhellung von Außenaufnahmen werden Systemleistungen bis 18 kW benutzt. Für Nachtaufnahmen, die ganze Straßenzüge zeigen, werden manchmal sogenannte Muscolights verwendet: Diese bestehen aus 15 Stück 6-kW-Scheinwerfern am beweglichen Arm eines selbstfahrenden Stromaggregates.
Halogen-Metalldampflampen werden auch in Farbwechselscheinwerfern und Moving Heads als Lichtquelle eingesetzt. Deren Lichtstrom und die gewünschte Farbe werden mit motorisch verstellbaren Farbfiltern eingestellt. Zur Strahlablenkung dienen bewegliche Spiegel, Linsen oder Prismen.
In der Aquaristik werden diese Lampen wegen der guten Farbwiedergabe, aber auch aufgrund ihres Punktlichtquellen-Charakters und dem dadurch entstehenden Licht-Schatten-Spiel durch Wellen auf der Wasseroberfläche zur Beleuchtung mittlerer und großer Aquarien eingesetzt. Auch in der Terraristik werden diese Lampen immer häufiger eingesetzt, da sie naturähnliche Lichtstärken (je nach Reflektortyp bis weit über 100.000 Lux) bei geringer Anschlussleistung bereitstellen können.
HQI-Lampen werden bevorzugt bei Rettungsdiensten eingesetzt, da die kompakte Bauform und der hohe Lichtstrom pro Einheit die Ausleuchtung großer Bereiche mit wenigen Leuchten ermöglicht.

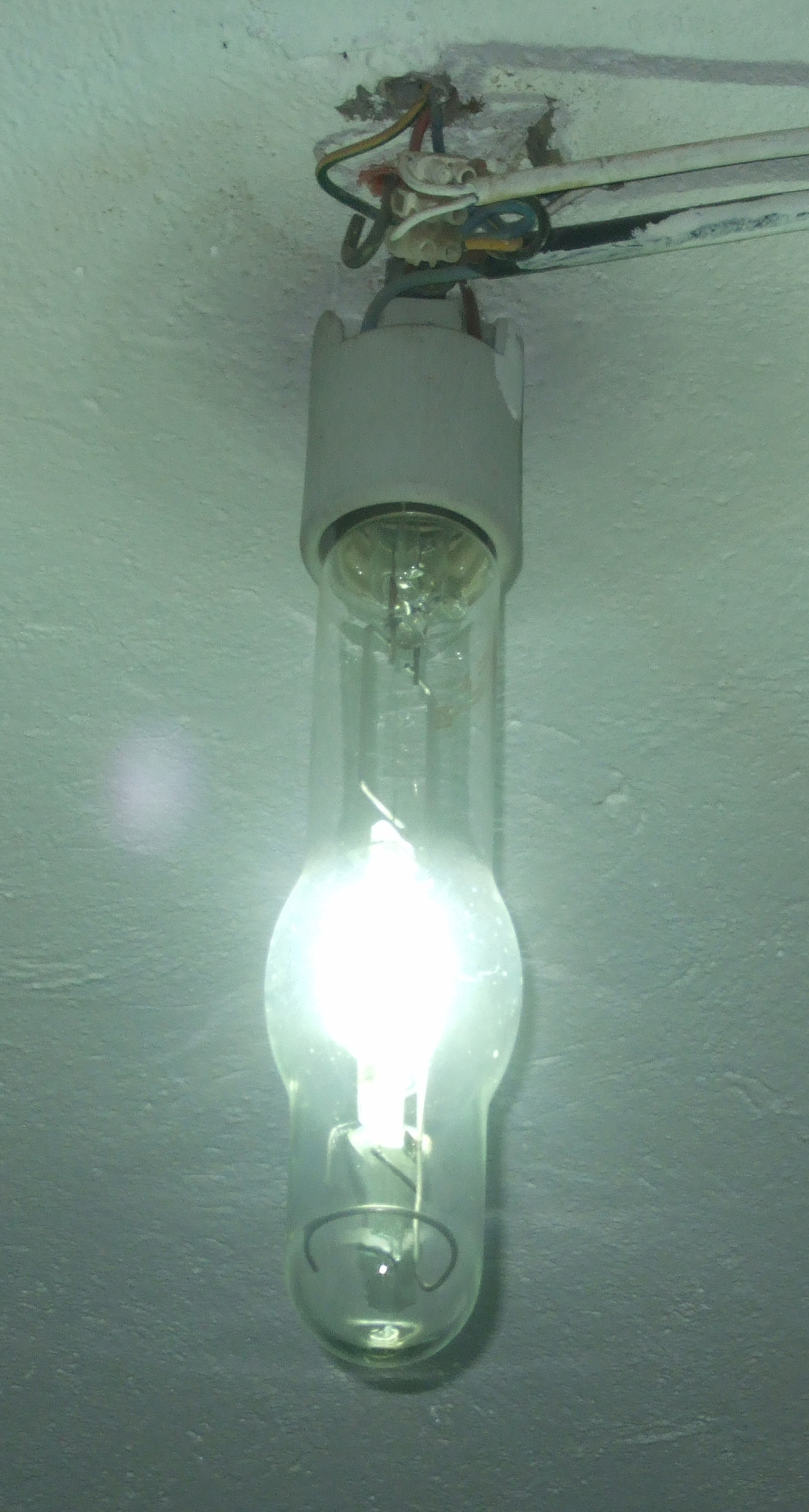
Ladenbeleuchtung in Tunesien. 400-W-HQI-Lampe lose am Sockel aufgehängt: gefährlich durch fehlenden Berstschutz.

Zunehmend werden auch für die Straßenbeleuchtung Halogen-Metalldampflampen eingesetzt, weil sie effizienter sind als die bisher bei erforderlicher besserer Farbwiedergabe eingesetzten Quecksilberdampf-Hochdrucklampen.
Die bisher allgemein bei geringen Farbwiedergabe-Anforderungen eingesetzten Lampen waren Natriumdampf-Hochdrucklampen. Ein Vergleich zweier Systeme mit jeweils 70 Watt Leistungsaufnahme zeigt auch hier Vorteile der Halogen-Metalldampflampe:
Halogen-MetalldampflampeTyp Ceramic Metal Halide, Lichtstrom 7400 Lumen (mehr als 8000 lm bei Dämmerungssehen), Farbwiedergabeindex 90…96
NatriumdampflampeTypen NAV-E, SON-E, LU-E, Lichtstrom 5600 Lumen (weniger als 5000 lm bei Dämmerungssehen, weil gelb), Farbwiedergabeindex 20…25
Nachteile der Straßenbeleuchtung mit blau-weißlichem Licht sind die Attraktivität für Insekten, die die Lampen verschmutzen sowie Spinnen und Fledermäuse anziehen, die Lichtverschmutzung, die mit kurzwelligerem Licht relevanter ist, sowie die nachteiligen Eigenschaften bei Nebel aufgrund der höheren Streuung kurzwelligeren Lichtes an Nebeltröpfchen geringer Größe.

## Gefahren und Gestaltung der Leuchten
Der hohe Druck im Entladungsgefäß birgt die Gefahr durch heiße Glassplitter beim Bersten. Der hohe Ultraviolett-Anteil des ungefilterten Lichtes der Brenner (sowohl Quarzglas als auch Aluminiumoxid-Keramik sind ultraviolettdurchlässig) verlangt in der Regel eine besondere Leuchtenkonstruktion oder einen filternden Hüllkolben. Die Anforderungen an die Leuchte unterscheiden sich oft von denen für Glüh- oder Halogen-Glühlampen. Grundsätzliche Anforderungen sind zum Beispiel die Begrenzung der UV-Emission und Leuchtenteile aus UV-beständigem Material. Weiterhin muss der Schutz der Umgebung gegen Glasscherben eines zerstörten Leuchtmittels durch die Leuchte gewährleistet werden – auch das Durchschmelzen einer untenliegenden Kunststoffabdeckung durch heiße Scherben muss verhindert werden. Daher ist der Betrieb von Halogen-Metalldampflampen in der Regel nur in geschlossenen, eigens dafür konstruierten Leuchten sicher möglich. Kommerzielle Leuchten erfüllen diese Anforderungen meist. Bei Eigenkonstruktionen besteht häufig eine erhebliche Gefährdung des Umfeldes, insbesondere bei lose aufgehängten Lampen. Nur wenige Lampentypen bieten selbst einen ausreichenden Schutz ohne umgebende Leuchte. Ein solcher Schutz der Lampe wird durch einen ausreichend festen und ausreichend großen ellipsoidförmigen Hüllkolben erreicht.
Ein entsprechender Hinweis („nur für den Betrieb in geschlossenen Leuchten“) ist auf der Leuchtmittelverpackung oder im Datenblatt angegeben.

## Kosten
Halogen-Metalldampflampen mit 35 bis 150 W Leistung und einer Lichtausbeute von ca. 100 lm/W sind für ca. 20 Euro netto pro Stück erhältlich, wobei die kurzlebigeren Quarzglas-Typen deutlich billiger sind. Lampen mit bis zu 400 W sind zu Preisen um 40 Euro netto erhältlich.
Eine Halogen-Metalldampflampe für einen 18-kW-Filmscheinwerfer kostet rund 1500 bis 3000 EUR und hat eine vom Hersteller angegebene Lebensdauer von lediglich 300 Stunden.
Elektronische Vorschalt- und Zündgeräte kosten für Anschlussleistungen von 20 bis 250 Watt Anfang 2015 netto etwa 35 bis 200 EUR.

## Fachliteratur
- Hans R. Ris: Beleuchtungstechnik für den Praktiker. Grundlagen, Lampen, Leuchten, Planung, Messung. 2., erw. Aufl. VDE–Verlag u. a., Berlin u. a. 1997, ISBN 3-8007-2163-5.
- Günter Springer: Fachkunde Elektrotechnik. 18., völlig neubearbeitete und erweiterte Auflage. Europa–Lehrmittel, Haan-Gruiten 1989, ISBN 3-8085-3018-9.